# Trymalium albicans
Trymalium albicans är en brakvedsväxtart som först beskrevs av Steudel, och fick sitt nu gällande namn av Reiss.. Trymalium albicans ingår i släktet Trymalium och familjen brakvedsväxter. Inga underarter finns listade i Catalogue of Life.